# British Journal of Sports Medicine
De British Journal of Sports Medicine of BJSM is een maandelijks tweemaal verschijnend peer-reviewed sportwetenschappelijk en sportgeneeskundig tijdschrift. Het is onderdeel van de BMJ Group. De eerste editie verscheen in 1964.

## Inhoud
De British Journal of Sports Medicine publiceert wetenschappelijke artikels over sportgeneeskunde en sportwetenschappen. Sinds 2009 heeft het een partnerschap met het Internationaal Olympisch Comité om statements uit te brengen over belangrijke zaken omtrent blessurepreventie en topsport.

## Impactfactor
Volgens de Journal Citation Reports had het tijdschrift een impactfactor van 18,488 in 2021. Het is het belangrijkste tijdschrift op vlak van sportwetenschappen.